# Hemitrichia serpula
Hemitrichia serpula ist ein Schleimpilz aus der Familie Trichiidae.

## Merkmale

### Makroskopische Eigenschaften
Hemitrichia serpula bildet typische gelbbraune Plasmodiokarpien, die eine ausgeprägte Netzstruktur aufweisen. Diese kann über eine Fläche von bis zu 100 Quadratzentimetern verbreitet sein, meist ist sie jedoch kleiner. Die Fruktifikationen sind zwischen 0,4 und 0,6 Millimeter breit und hoch, wobei die Netzmaschen 0,3 bis 5 Millimeter groß sind. Unter dem Plasmodium verläuft eine dünne braune Unterlage (Hypothallus).
Die Hülle (Peridie) besteht aus einer einfachen Lage, die sich bei Reife unregelmäßig öffnet und mit der Zeit gänzlich verschwindet. Im durchfallenden Licht erscheint sie hellgelb. Sie ist mit feinen Schlieren durchzogen, die sich wie Äste verzweigen und mäanderförmig verlaufen. Manchmal sind sie auch netzartig miteinander verbunden.
Das Capillitium ist in Masse goldgelb bis orange gefärbt. Es ist elastisch und lässt sich von den Fruchtkörpern abheben, wobei es wie Wollfäden auseinanderläuft und nicht bricht. Die Sporen erscheinen in Masse goldgelb. Das Plasmodium ist zunächst weiß, beim Heranreifen färbt es sich gelb.

### Mikroskopische Eigenschaften
Das Capillitium ist in sich verdreht, mitunter verzweigt und besitzt freiliegende Enden. Diese sind kurz zugespitzt und an der Spitze mit bis zu drei Dornen besetzt. Die einzelnen Fäden sind zwischen 5 und sieben Mikrometer dick und mit drei oder vier Spiralleisten fest umwickelt. Auf ihnen befinden sich farblose, drei bis sieben Mikrometer lange Stacheln.
Die Sporen besitzen eine 1 bis 1,5 Mikrometer breite Randzone. Mit diesen gemessen haben sie einen Gesamtdurchmesser von 10 bis 14 Mikrometern. Die Oberfläche ist mit meist großen, unregelmäßigen Netzmaschen bedeckt, die zum Teil unterbrochen sind.

### Ähnliche Arten
Der Schleimpilz ist durch das auffällige Netzmuster kaum zu verwechseln; auch Farbe und Struktur des Capillitiums sind kennzeichnend.

## Ökologie
Hemitrichia serpula ist vor allem im Spätsommer bis Herbst sowie im Frühjahr zu finden. Vereinzelt kommt sie auch im Winter vor. Der Schleimpilz besiedelt Laub- und Nadelholz, wobei Laubholz bevorzugt wird. Vergesellschaftungen wurden unter anderem mit Hemitrichia calyculata, Hemitrichia clavata, Trichia persimilis, Trichia scabra, Trichia varia, Tubifera ferruginosa und Arcyria ferruginea sowie mit Arten der Gattung Cribraria beobachtet.

## Verbreitung
Hemitrichia serpula ist weltweit verbreitet, jedoch überall nicht häufig zu finden. In Mitteleuropa ist sie ebenfalls nur zerstreut anzutreffen, kommt allerdings zumindest in Oberösterreich häufig vor.

## Systematik
Selten sind Exemplare mit einem glatten Capillitium zu finden. Diese wurden als Hemitrichia serpula var. tubiglabra beschrieben.